# Corcelles, Bern
Corcelles är en ort och kommun i distriktet Jura bernois i kantonen Bern, Schweiz. Kommunen har 197 invånare (2023).
Innan Berns förvaltningsreform 2010 hörde kommunen till amtsbezirk Moutier. För att särskilja kommunen från andra med liknande namn i andra kantoner, skriver man ofta Corcelles BE.

## Geografi
Byn Corcelles ligger 655 meter över havet, 6 km öster om Moutier, i en juradal som kallas "Grand Val" eller "Cornet". Söder därom ligger bergsryggen "Mont Raimeux" (1302 m ö.h.) med flera vandringsvägar. 

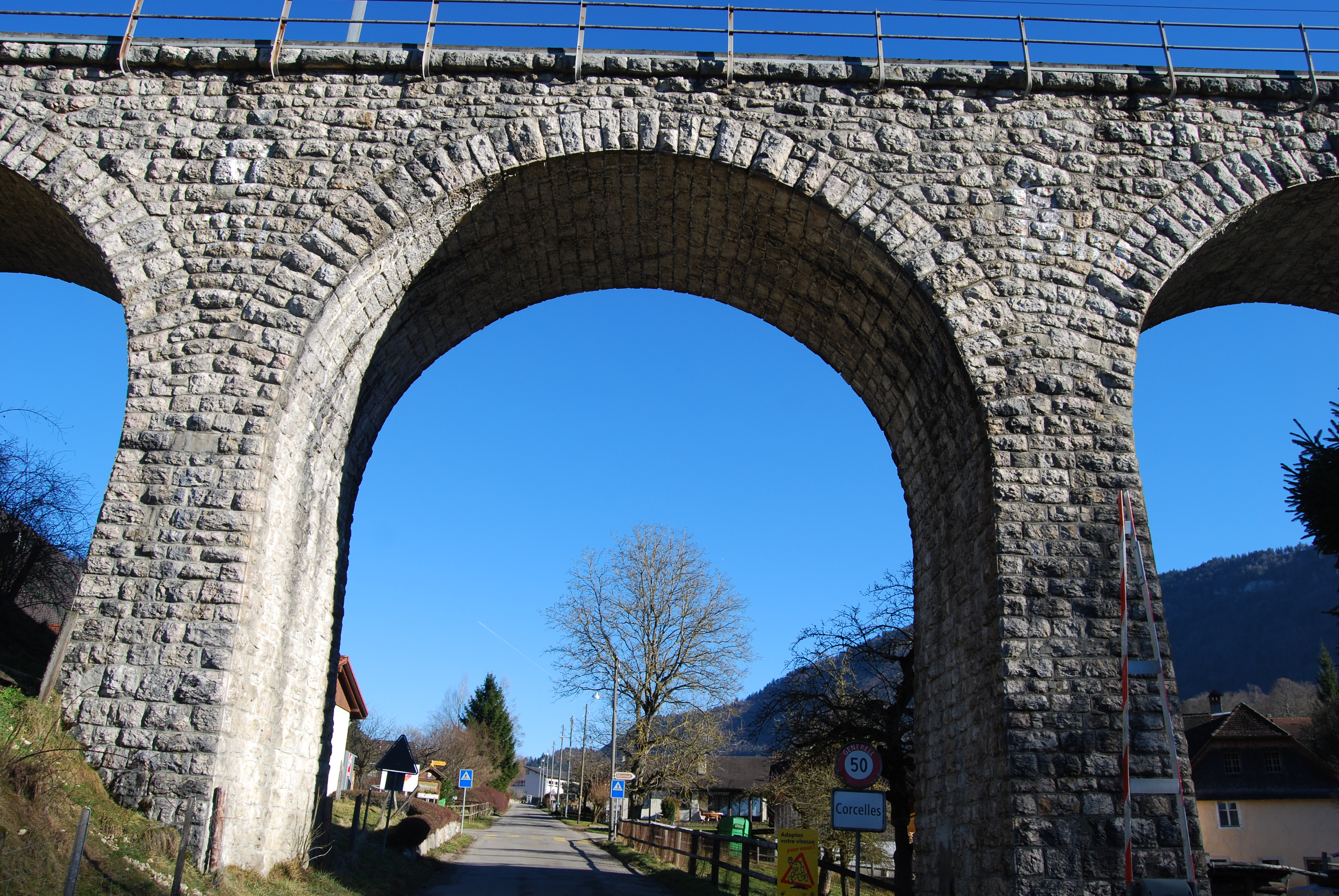
Järnvägsviadukten vid Corcelles

### Kommunikationer
Byn har hållplats vid BLS järnvägslinje Solothurn-Moutier. Huvudväg 30 (Balsthal - Moutier) ligger en kilometer bort.

## Historik
Orten kan vara identisk med ett Corcellis, omnämnt år 1181. Från 1791 till 1955 fanns en smedja som numera omvandlats till museet Le Martinet de Corcelles. (Huvudsakligen öppet efter föranmälan)